# پرش از خرک

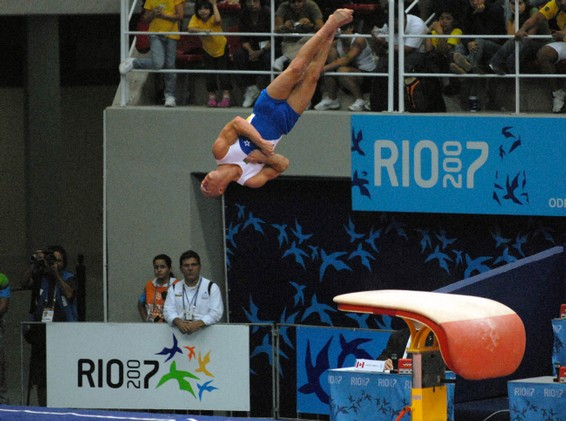
پرشی آکروباتیک از روی یک خرک.

پرش از خَرَک یا ارکوجت یکی از بخش‌های ورزش ژیمناستیک هنری است. مسابقات پرش از خرک هم توسط ژیمناست‌های مرد و هم ژیمناست‌های زن انجام می‌شود.
این حرکت این‌گونه انجام می‌شود که ژیمناست با سرعت بالا مسیری حداکثر ۲۵ متری را دویده و سپس با جهش از یک تخته فنری پرشی را از روی خرک اجرا می‌کند. امتیاز ورزشکار به شتاب او در انجام حرکت، ارتفاع و طول پرواز از تخته پرش، فرود ثابت و همراه با تعادل، میزان پیچیدگی و دشواری حرکات آکروباتیکی که در پرش انجام می‌شود و زیبایی و اجرای صحیح آن‌ها بستگی دارد.
سرعت دویدن، طول پرش، قدرتی که از پاها و شانه ایجاد می‌شود، هشیاری حرکتی بر روی هوا، و سرعت چرخش از عوامل مؤثر بر یک پرش موفق هستند.
برای یادگیری بهتر تکنیک‌های پرش از خرک، ویدیوهای آموزشی می‌توانند به شما در بهبود مهارت‌ها و درک بهتر نحوه اجرای حرکات کمک کنند .